# Drassyllus seminolus
Espèce
Drassyllus seminolus est une espèce d'araignées aranéomorphes de la famille des Gnaphosidae.

## Distribution
Cette espèce est endémique de Floride aux États-Unis,.

## Description
Les mâles mesurent de 2,63 à 3,28. mm et les femelles 3,05 mm en moyenne.

## Étymologie
Ce genre est nommé en l'honneur des Séminoles.

## Publication originale
- Chamberlin & Gertsch, 1940 : Descriptions of new Gnaphosidae from the United States. American Museum novitates, n. 1068, p. 1-19 (texte intégral).